# ألبرت مونتانيس
ألبرت مونتانيس (بالإسبانية: Albert Montañés)‏ (من مواليد 26 نوفمبر 1980) هو لاعب كرة مضرب إسباني.

## روابط إضافية
- ألبرت مونتانيس على موقع رابطة محترفي التنس (الإنجليزية)
- ألبرت مونتانيس على موقع الاتحاد الدولي لكرة المضرب (الإنجليزية)
- ألبرت مونتانيس على موقع خلاصة التنس.كوم (الإنجليزية)
- Montañés's Recent Match Results
- Montañés's World Ranking History